# 包平

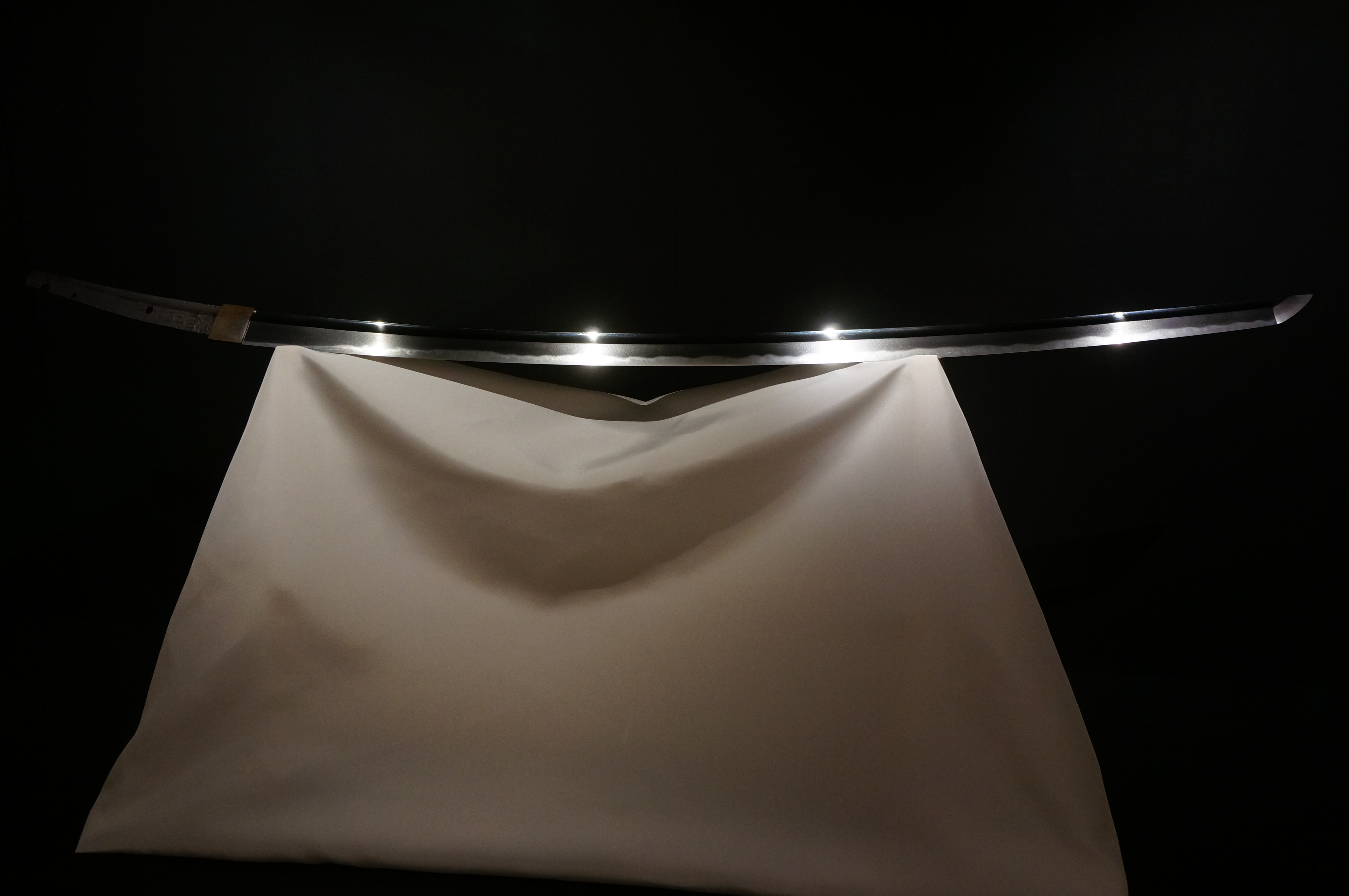
国宝 太刀 銘備前国包平作（名物大包平）

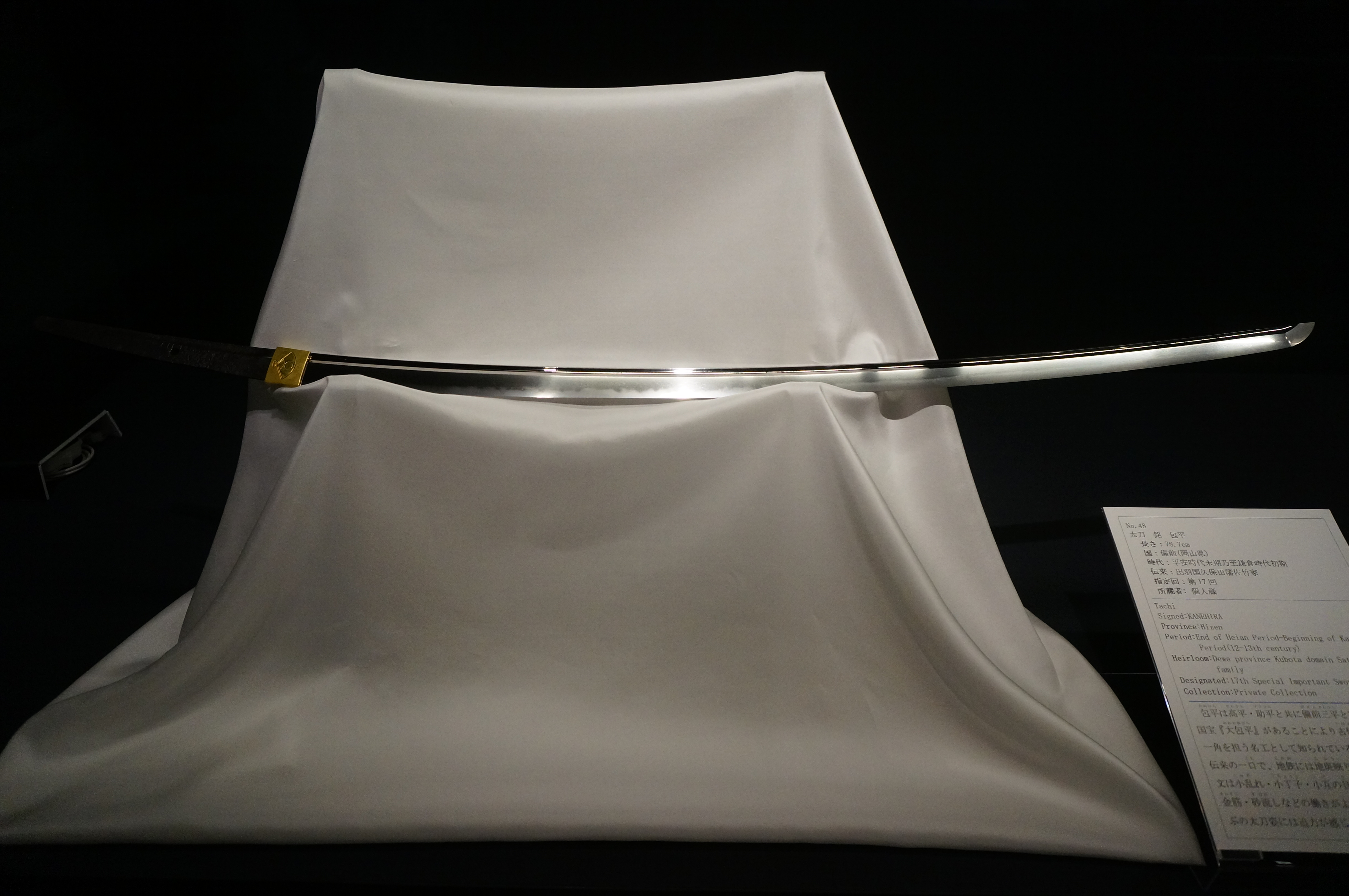
太刀 銘 包平、出羽国久保田藩佐竹氏伝来、特別重要刀剣

包平（かねひら）は、平安時代後期の備前国（現・岡山県）の刀工。生没年不詳。元暦(1184年 - 1185年)のころ活躍。古備前派初期を代表し、高平、助平とともに世に三平(さんひら)と呼ばれた。
包平と呼ばれた刀工は複数人いたとされる。

## 概要
高平には現存作がなく、助平は宮内庁蔵の太刀が1口あるにすぎないが、包平は比較的多く、名物「大包平」が名高い。これは長さが2尺9寸4分(約89cm)ある太刀で、身幅も広く、板目鍛えに小乱れの刃文を焼くが、破綻なく出来も優れているため全日本刀の最高傑作の一つと評価されている。後鳥羽天皇が蒲穂(がまほ)丸、源頼朝の簾(すだれ)丸などの作者といわれる。大包平と秋水美術館所蔵の太刀の2振は銘を「備前国包平作」と長銘を切っているが、他は「包平」と２字に小さく切るのが一般的であり、同名の刀工が何人かいたと見られる。

## 作品
国宝・重要文化財指定物件は以下のとおり。

### 国宝
- 太刀　銘備前国包平作（名物大包平）（東京国立博物館蔵）1936年重文指定、1951年国宝指定。『享保名物帳』などに所載され、岡山池田家に伝来。地鉄と刃文の美しさが優れ、我が国第一の名刀とも言われる。